# Eucherius Knaepen
Joannes Paulus Knaepen of abt Eucherius Knaepen (Lummen, 8 juni 1741 - Duisburg, 28 augustus 1802) was sinds de 1789 67e en laatste abt van de abdij van Sint-Truiden en co-heer van de stad Sint-Truiden. Zijn abbatiaat werd gekenmerkt door politieke onrust en betekende het einde van de abdij.

## Levensloop
Joannes Paulus Knaepen werd geboren op 8 juni 1741 in Lummen en in 1761 trad in de abdij in. Als kloosternaam koos hij de naam Eucherius. Op 23 januari 1763 legde hij zijn geloften af en werd in 1765 gewijd tot priester. Hierna vatte Eucherius aan de Universiteit Leuven zijn studie theologie aan en werd nadien in 1768 lesgever en provisor in de abdij. In nasleep van de Franse Revolutie, brak in augustus 1789 de Luikse Revolutie uit die ook de abdij en de stad bereikte. De twee burgemeesters van de stad werden gedwongen tot ontslag en de abdij werd onder druk gezet. Tijdens deze revolutionaire periode stierf zijn voorganger abt Remi II Mottaer op 10 oktober 1789, wat de verkiezing van een nieuwe abt in moeilijke tijden noodzakelijk maakte. Op 7 december 1789 werd Eucherius tot abt verkozen, maar kon door de politieke onrust niet meteen geïnstalleerd worden.
Op 25 mei 1790 werd er in de abdij brand gesticht en vluchtte Eucherius naar de abdij van Vlierbeek. In deze abdij werd de abt uiteindelijk op 1 september 1790 geconsacreerd. Het revolutionaire regime in Sint-Truiden hield stand tot 11 januari 1791 waarna de revolutionairen op de vlucht sloegen voor het Oostenrijkse leger dat in de Oostenrijkse Nederlanden en het prinsbisdom Luik de revolutie trachtte te beëindigen. Op de 14 januari 1791 keerde de abt terug naar Sint-Truiden waar hij enkele weken later op 20 februari, de naamdag van de heilige Eucherius, zijn Blijde Inkomst hield. Deze Blijde Inkost was tevens gekenmerkt door de symboliek die zijn voorgangers reeds gebruikten, zo werd in een brochure die voor de gelegenheid gedrukt werd door de drukker Johannes Bernardus Smits gebruik gemaakt van de titel "ryks-stad St. Truyden" en werd hijzelf omschreven als "Prelaet der Vrye Ryksche Abdye van Sint Truyden".
Abt Eucherius beloofde amnestie te verlenen aan de achtergebleven revolutionairen, maar de rust die wedergekeerd was in de stad bleek van korte duur te zijn. Na de overwinning van generaal Dumouriez bij de Slag bij Jemappes bereikte het leger van de Franse Republiek de stad Sint-Truiden. De gebieden werden nog niet geannexeerd door Frankrijk, maar de revolutionaire gedachten worden in de stad geherintroduceerd. De gevechten tussen de Oostenrijkse keizer en de Franse Republiek bleven doorgaan totdat de Fransen bij de Slag bij Fleurus in 1794 de Oostenrijkers definitief versloegen en de Oostenrijkse Nederlanden en het prinsbisdom Luik annexeerden. Op 26 juni 1794 vluchtte abt Eucherius nogmaals uit de abdij, maar deze keer definitief. Dit is ook het definitieve einde van de aanwezigheid van een abt in Sint-Truiden. In 1797 werden alle kloosterordes bij wet opgeheven. De abt en een twintigtal monniken waren gevlucht naar Duitse gebieden en in Duisburg stierf de abt op 28 augustus 1802. In Duisburg werd hij begraven in de plaatselijke minderbroederskerk.